# Pleasant Adam Hackleman
Pleasant Adam Hackleman est un général de brigade américain. Il est né le 15 novembre 1814 à Franklin, dans l'Indiana, et est mort le 3 octobre 1862, près de Corinth, dans le Mississippi. Il est le fils du major John Hackleman, qui a participé à la guerre de 1812, et de Sarah Adams. Il a épousé Sarah Bradburn le 31 octobre 1833 dont il a eu 10 enfants. Il est inhumé au East Hill Cemetery de Rushville, dans l'Indiana.

## Carrière politique
Après des années passées dans l'agriculture, il étudie le droit et devient avocat en mai 1837 et s'installe à Rushville. En août 1837, il est nommé juge de probation pour le Tribunal du comté de Rush jusqu'en 1841. Il occupe ensuite, pendant plusieurs années, le poste de greffier pour le même tribunal.
En 1841, il est élu à la Chambre des Représentants de l'État d'Indiana, sous l'étiquette Whig.
Par deux fois, il se présente, sans être élu, au Congrès ; en 1847, pour le parti Whig ; en 1858, pour le parti Républicain.
En 1860, il est membre de la Convention nationale du parti Républicain à Chicago. En 1861, il participe à la conférence pour la Paix à Washington.

## Carrière militaire
Le 20 mai 1861, il est nommé colonel dans le 16e régiment d'infanterie d'Indiana avec lequel il participe à la première bataille de Bull Run. Il sert ensuite en Virginie, sous les ordres du général Banks.
Le 28 avril 1862, il est promu général de brigade dans la 1re Brigade de la 2e Division de l'armée du Tennessee et participe à la bataille d'Iuka sous les ordres du général Grant.
Le 3 octobre 1862, il est mortellement touché lors de la bataille de Corinth.

## Ses enfants
1. Adelia Hackleman
2. Carolina Hackleman
3. Fanny Hackleman
4. Indiana Hackleman
5. Infant Hackleman
6. Josephine Hackleman
7. Missouri Hackleman
8. Mary Ann Hackleman
9. Kate Hackleman
10. John Hackleman

## Sources
- "Twentieth Century Biographical Dictionary of Notable Americans" par Johnson Rossiter
- "Biographical Dictionary of the Union : Northern Leaders of the Civil War" par John T. Hubbell (p° 223)
- Article du New York Times daté du 19 octobre 1862